# Georgi Georgijewitsch de Metz

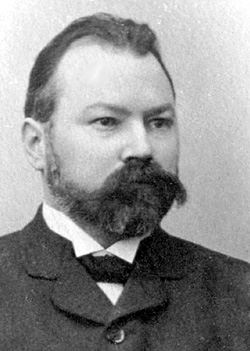
Georgi De-Metz 1901

Georgi Georgijewitsch de Metz (russisch Георгий Георгиевич де Метц, ukrainisch Георгій Георгійович Де-Метц Heorhij Heorhijowytsch De-Metz; * 8. Maijul. / 20. Mai 1861greg. in Odessa, Gouvernement Cherson, Russisches Kaiserreich; † 9. März 1947 in Kiew, Ukrainische SSR) war ein russischer Physiker, Methodologe und Universitätsrektor. Er war eine Autorität auf dem Gebiet der Radioaktivität.

## Leben
Georgi de Metz kam als Sohn eines belgischen Ingenieurs in Odessa zur Welt, beendete dort 1881 erfolgreich das Gymnasium und begann im selben Jahr ein Studium an der Fakultät für Physik und Mathematik der Universität Noworossijsk, das er im Mai 1885 mit einem Kandidatengrad hervorragend abschloss. 1887 erhielt er von der Universität ein Stipendium  zur Vorbereitung auf eine Professur an der Universität Straßburg. Nach seiner Rückkehr arbeitete er am Institut für Physik der Universität Noworossijsk und erhielt 1888 den Titel eines Privatdozenten. Am 12. Oktober 1889 erhielt er einen Master-Abschluss in Physik und am 31. Mai 1891 wurde er, nach Verteidigung seiner Dissertation, als Doktor der Physik bestätigt.
1892 wurde er außerordentlicher Professor am Institut für Physik der St.-Wladimir-Universität in Kiew und 1896 ordentlicher Professor. Von Herbst 1896 an arbeitet er zudem im Komitee für die Gründung des Kiewer Polytechnischen Instituts. 1913 erhielt er den Titel verdienter Ordentlicher Professor und 1917 wurde er Dekan der Fakultät für Physik und Mathematik. Nachdem Mykola Zytowytsch als Rektor der St.-Wladimir-Universität zurückgetreten war, hatte er den Posten vom 7. Oktober bis zum 28. November 1917, einem Zeitraum von lediglich 53 Tagen, inne. Während seines Rektorats wurde am 30. Oktober 1917 an der Fakultät für Geschichte und Philologie eine Abteilung für polnische Sprache eingerichtet. Anschließend war er von 1919 bis 1920 Rektor des Kiewer Polytechnischen Instituts, 1921 Rektor der Staatlichen Universität des Kubangebiets in Krasnodar und zwischen 1934 und 1947 war er der Leiter der Abteilung für Physik und Mathematik des Kiewer Pädagogischen Instituts. Er starb 85-jährig in Kiew und wurde auf dem Lukjaniwska-Friedhof bestattet.
De Metz war ein Pionier in der Erforschung und Anwendung von Röntgenstrahlen und verfasste Artikel zu verschiedenen Bereichen der Physik sowie Lehr- und Handbücher für Studenten, die von 1929 an in Ukrainisch veröffentlicht wurden. Zwischen 1906 und 1917 war er Herausgeber und Redakteur der Fachzeitschrift „Физическое обозрение“.

## Ehrungen
- 1891 Sankt-Stanislaus-Orden 3. Klasse
- 1900 Orden der Heiligen Anna 3. Klasse
- 1900 Sankt-Stanislaus-Orden 2. Klasse
- 1904 Orden der Heiligen Anna 2. Klasse
- 1908 Orden des Heiligen Wladimir 4. Klasse
- 1911 „Staatsrat“
- 1914 Orden des Heiligen Wladimir 3. Klasse
- 1917 Sankt-Stanislaus-Orden 1. Klasse[3]